# Ryszard Pawlowski
Ryszard Pawlowski (* 24. června 1950) je polský horolezec a horský vůdce. Vystudoval elektroinženýrství na univerzitě v Hlivicích. Pawlowski Je členem klubu dobrodruhů. Dokázal vystoupit na deset osmitisícovek. V roce 1989 byl spolulezcem Jerzyho Kukuczky v době, kdy se s ním utrhlo lano, zřítil se a zemřel. V roce 1992 vystoupil jako první polský horolezec na Ama Dablam a roku 1997 další polský prvovýstup na Torres del Paine. Ve stejném roce vystoupil během pěti dnů na Gašerbrum I a Gašerbrum II. Jako horský vůdce dokázal vystoupit dvacetkrát na Ama Dablam a Aconcaguu nebo devětkrát na Denali. Pawlowski má syna a dceru.

## Úspěšné výstupy na osmitisícovky
- 1984 Broad Peak (8047 m)
- 1991 Annapurna (8091 m)
- 1993 Nanga Parbat (8125 m)
- 1994 Mount Everest (8849 m)
- 1995 Lhoce (8516 m)
- 1995 Mount Everest (8849 m)
- 1996 K2 (8611 m)
- 1997 Gašerbrum I (8068 m)
- 1997 Gašerbrum II (8035 m)
- 1999 Mount Everest (8849 m)
- 2000 Čo Oju (8201 m)
- 2003 Gašerbrum II (8035 m)
- 2005 Čo Oju (8201 m)
- 2012 Mount Everest (8849 m)
- 2014 Mount Everest (8849 m)
- 2016 Manaslu (8163 m)
- 2017 Manaslu (8163 m)

## Další úspěšné výstupy
- 1981 Qullai Ismoili Somonī (7495 m)
- 1983 Pumori (7161 m)
- 1988 Fitz Roy (3375 m)
- 1992 Ama Dablam (6812 m) – první polský výstup
- 1997 Torres del Paine (2500 m) – - první polský výstup
- 2001 Šiša Pangma Central (7999 m)